# Ricinocarpos
Ricinocarpos là một chi thực vật có hoa trong họ Đại kích

## Loài
Chi này gồm các loài sau:
1. Ricinocarpos bowmanii F.Muell.  - NSW
2. Ricinocarpos brevis R.J.F.Hend. & Mollemans  - Windarling Range in WA
3. Ricinocarpos canianus Halford & R.J.F.Hend. - S Qld
4. Ricinocarpos crispatus Halford & R.J.F.Hend. - S Qld
5. Ricinocarpos cyanescens Muell.Arg.  - SW WA
6. Ricinocarpos glaucus Endl.  - SW WA
7. Ricinocarpos gloria-medii J.H.Willis - S NT
8. Ricinocarpos graniticus Halford & R.J.F.Hend. - SW WA
9. Ricinocarpos ledifolius F.Muell.  - NSW, Qld
10. Ricinocarpos linearifolius Halford & R.J.F.Hend - N NSW, Qld
11. Ricinocarpos marginatus  (A.Cunn.) Benth.  - N WA
12. Ricinocarpos megalocarpus Halford & R.J.F.Hend. - S WA
13. Ricinocarpos muricatus Muell.Arg.  - S + W WA
14. Ricinocarpos oliganthus Halford & R.J.F.Hend. - SW WA
15. Ricinocarpos pilifer Halford & R.J.F.Hend. - S WA
16. Ricinocarpos pinifolius Desf.  - NSW, Qld, Vic, Tas
17. Ricinocarpos psilocladus  (Muell.Arg.) Benth.  - SW WA
18. Ricinocarpos rosmarinifolius  (A.Cunn.) Benth.  - N WA
19. Ricinocarpos ruminatus Halford & R.J.F.Hend. - Expedition Range
20. Ricinocarpos speciosus Muell.Arg.  - N NSW, S Qld
21. Ricinocarpos stylosus Diels  - S WA
22. Ricinocarpos trachyphyllus Halford & R.J.F.Hend. - C NSW, S Qld
23. Ricinocarpos trichophorus Muell.Arg.  - S WA
24. Ricinocarpos trichophyllus Halford & R.J.F.Hend. - N WA, N NT
25. Ricinocarpos tuberculatus Muell.Arg.  - S WA
26. Ricinocarpos undulatus Lehm.  - S WA
27. Ricinocarpos velutinus F.Muell.  - S WA
28. Ricinocarpos verrucosus Halford & R.J.F.Hend. - N Qld